# Adviesraad Migratie

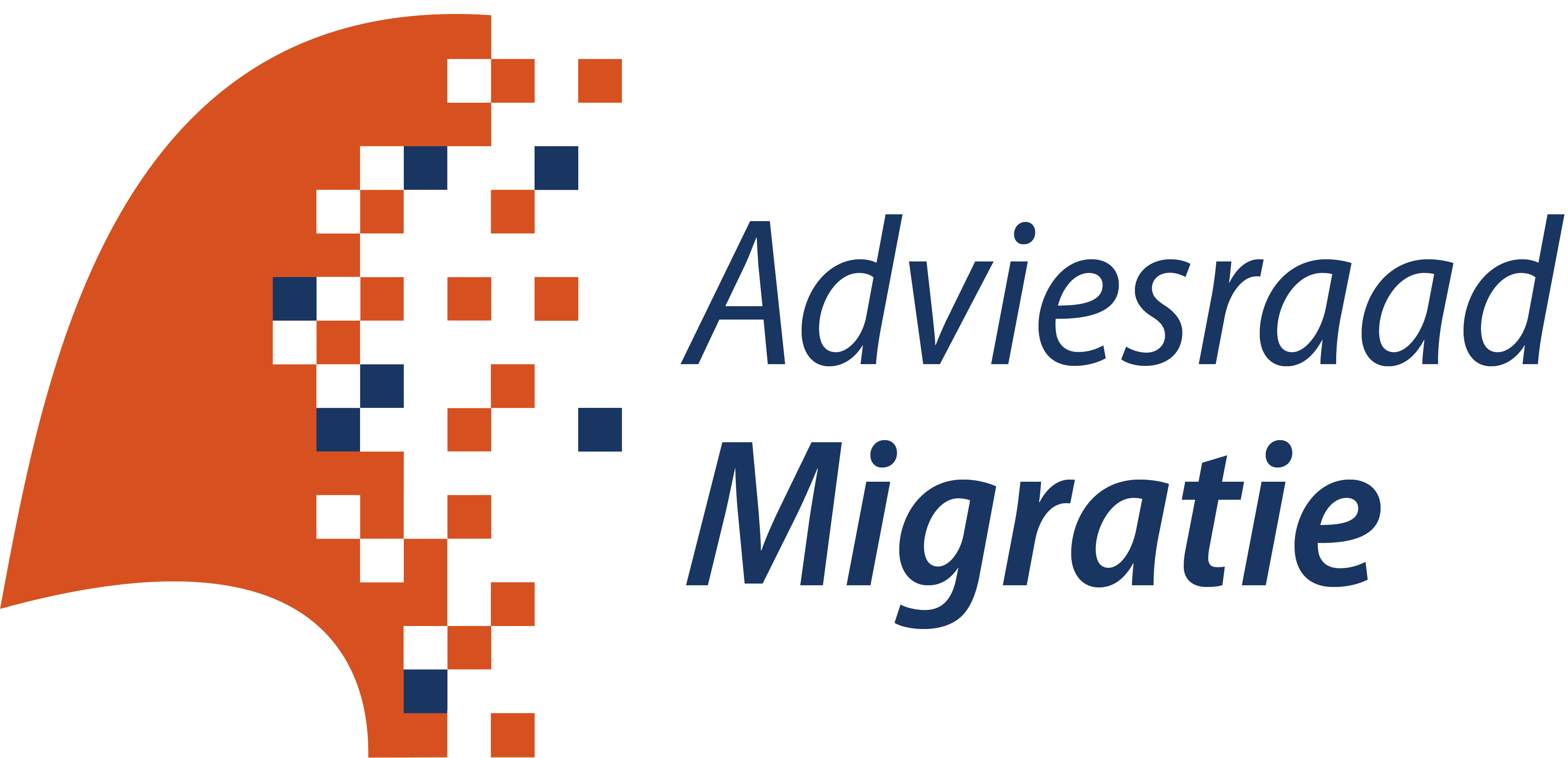
Logo Adviesraad Migratie

De Adviesraad Migratie (voorheen ACVZ - Adviescommissie voor Vreemdelingenzaken) is een onafhankelijke adviesorgaan - ingesteld bij wet - dat gevraagd en ongevraagd advies uitbrengt aan de Nederlandse regering en het parlement over migratie in brede zin.

## Algemeen
De advies- en kennisproducten gaan over het migratierecht en vreemdelingenbeleid. De raad beziet of het beleid efficiënt en effectief is en doet zo nodig aanbevelingen. De wetstechnische adviezen betreffen wijzigingen van de Vreemdelingenwet 2000 en het Vreemdelingenbesluit 2000. De adviezen, het werkprogramma en jaarverslag van de adviesraad worden gepubliceerd op de website. Omdat de staatssecretaris van het ministerie van Justitie en Veiligheid belast is met de portefeuille Asiel en Migratie, zijn in de praktijk de meeste uitgebrachte adviezen primair aan deze bewindspersoon gericht. De Adviesraad Migratie is een permanent adviescollege in de zin van de Kaderwet adviescolleges en is ingesteld bij de Vreemdelingenwet 2000.

## Leden van de raad
De Adviesraad Migratie bestaat uit een voorzitter en negen raadsleden, geselecteerd op basis van hun deskundigheid en ervaring in het migratiedomein. Leden worden voor vier jaar benoemd. De voorzitter is prof. dr. Monique Kremer. De raad wordt ondersteund door een ambtelijk secretariaat onder leiding van de secretaris-directeur, mr. Wolf Mannens. Het ondersteunt de adviesraad met het doen van onderzoek, de analyse daarvan, het opstellen van conceptadviezen en het publiceren en uitdragen van de door de raad vastgestelde producten. Het secretariaat valt beheersmatig onder het ministerie van Justitie en Veiligheid, Directoraat-Generaal Migratie (DGM). 

## Werkwijze

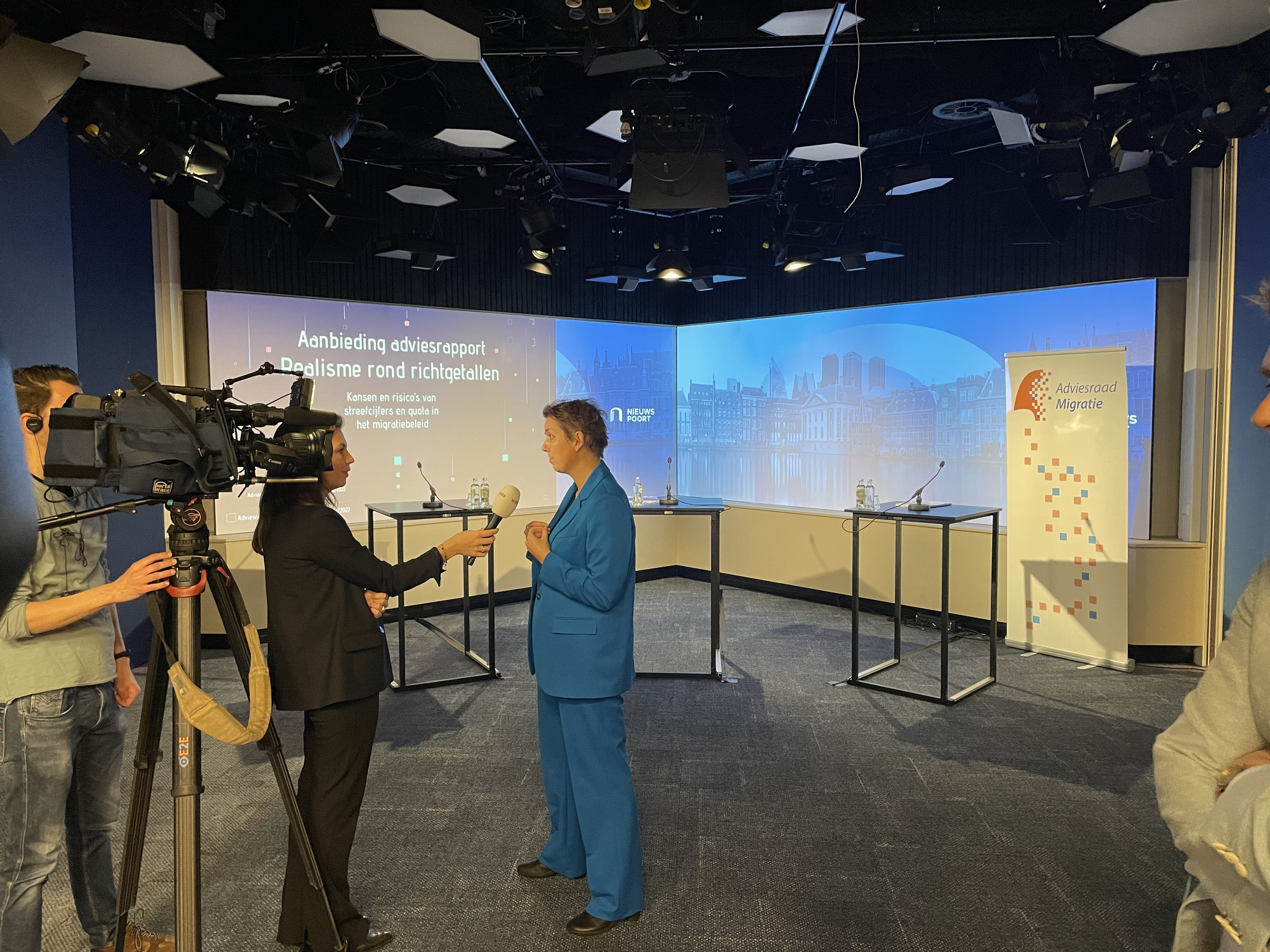
Woordvoering bij publicatie adviesrapport in Nieuwspoort

De raad kent sinds 2020 een werkprogramma dat is opgesteld volgens een 'integrale benadering van migratie’. De programmalijnen zijn gekoppeld aan 'migratie' en respectievelijk de arbeidsmarkt, het lokaal bestuur en de rechtsbescherming. Daarnaast ontwikkelt de raad verschillende adviesproducten. Hij vergaart daartoe actuele informatie uit gesprekken met netwerkpartners, migranten en diverse organisaties om te horen wat er speelt en welke onderwerpen relevant zijn. Op die manier wil de raad met zijn advisering reageren op ontwikkelingen en tegelijkertijd oog houden voor de maatschappelijke opgaven op de lange termijn.

## Publicaties
De Adviesraad Migratie heeft onder andere over de volgende onderwerpen geadviseerd:

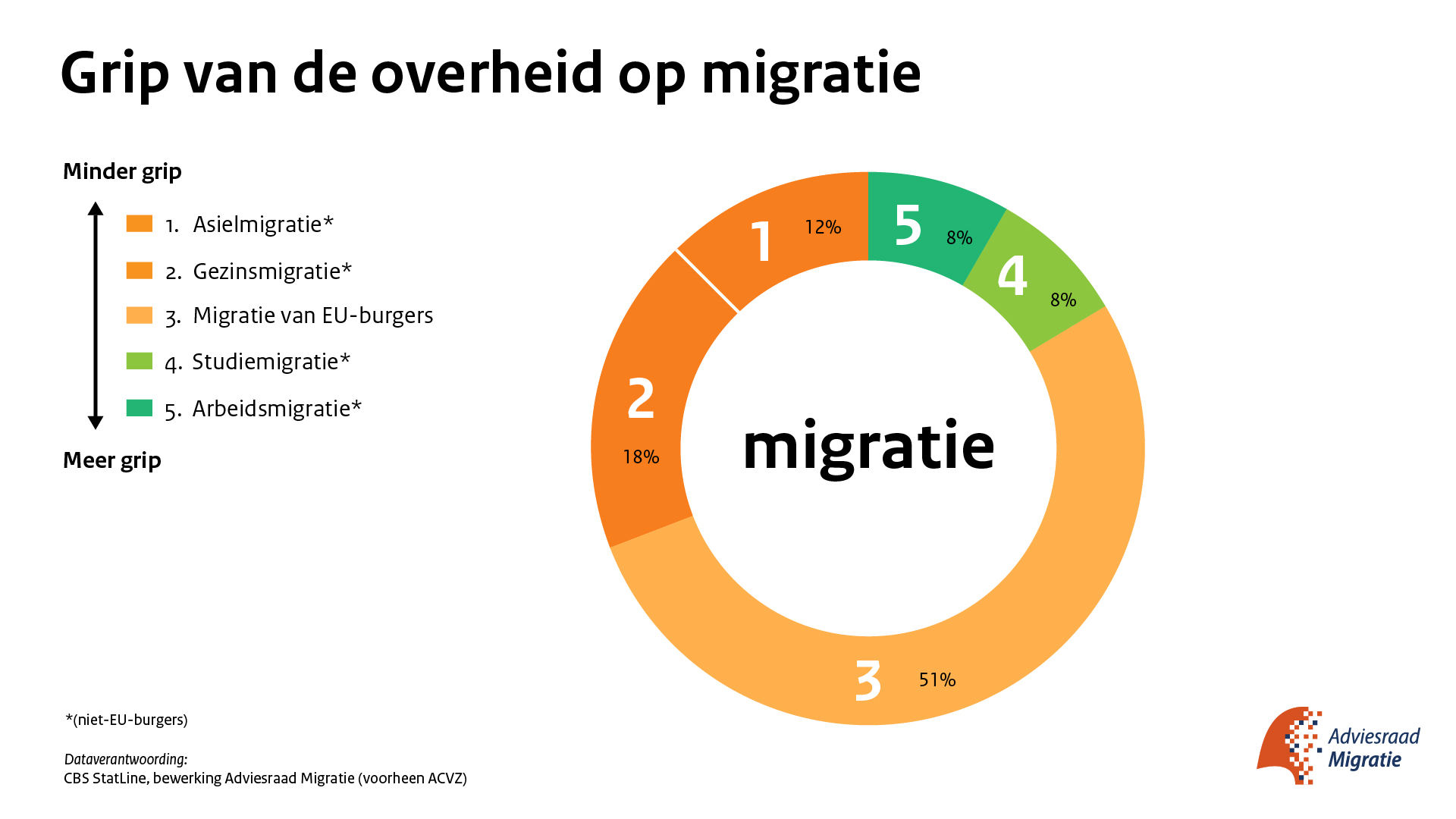
Grip op Migratie - Infographic Adviesraad Migratie (2022)

- Realisme rond richtgetallen. Kansen en risico's van streefcijfers en quota in het migratiebeleid (adviesrapport, 2022)
- Zorgvuldig arbeidsmigratiebeleid. Hoe de langdurige zorg profijt kan hebben van vakmigranten (adviesrapport, 2022)
- Asielopvang uit de crisis (gezamenlijk adviesrapport, 2022)
- Advies over Wet gemeentelijke taak mogelijk maken asielopvangvoorzieningen (wetsadvies, 2022)
- Naar een brede welvaartsbenadering in het arbeidsmigratiebeleid. Modellen voor advisering over arbeidsmigratie (verkenning, 2021)
- Van asielzoeker naar zorgverlener. Arbeidsdeelname van asielmigranten in de zorgsector (verkenning, 2021).
- Advies over wijziging Wet inburgering 2021: opnemen van een hardheidsclausule en aanpassing van het overgangsrecht (wetsadvies, 2021)
- Nadeel van de twijfel. Leeftijdsbepaling AMV’s en leeftijdsregistratie als meerderjarige in EU-lidstaat van eerder verblijf (signalering, 2020)
- Weten en wegen. Advies over het gebruik van landeninformatie in de asielprocedure (adviesrapport, 2020)
- Blogseries met feiten en cijfers over migratie, migratie en gemeenten en migratie in coronatijd (2022, 2021, 2020)
- Advies over TK initiatief wetsvoorstel verankeren belang van het kind in Vreemdelingenwet (wetsadvies, 2020)
- Secundaire migratie van asielzoekers in de EU (adviesrapport, 2019)
- Legale kanalen voor arbeidsmigranten. De internationale, Europese en nationale context (verkenning, 2019)
- Wet inburgering (wetsadvies 2019)
- Op weg naar 2030. Migratie: een toekomstverkenning (scenariostudie, 2018)
- Veilige(r) landen. Advies over de komst van asielzoekers uit door Nederland als veilig aangemerkte landen (adviesrapport, 2018)

## Geschiedenis
Van 1965 tot aan de invoering van de Vreemdelingenwet 2000 per 1 april 2001 behandelde de ACVZ (toen nog afgekort als ACV) met name individuele gevallen. Hier klopten vreemdelingen aan die het niet eens waren met een beslissing van de IND om zo alsnog een verblijfsvergunning te krijgen. De mogelijkheid tot heroverweging paste niet in het beleid van strenger en sneller en is met de invoering van de nieuwe wet gesneuveld op voorstel van de VVD-fractie in de Tweede Kamer bij monde van het Kamerlid Henk Kamp.